# Simon Standage
Simon Andrew Thomas Standage (High Wycombe, 8 novembre 1941) è un violinista e direttore d'orchestra britannico, molto conosciuto per l'esecuzione e la direzione di musica dell'epoca barocca e classica su strumenti originali.

## Biografia e carriera
Ha studiato musica presso il King's College, Università di Cambridge. Ha trascorso quattro anni con la Netherlands Chamber Orchestra con il violinista e direttore d'orchestra Szymon Goldber. Ha vinto un Harkness Fellowship e, tra il 1967 ed il 1969, ha studiato a New York, con il violinista iraniano Ivan Galamian.  Nel 1972, dopo il debutto a Wigmore Hall, è diventato uno dei membri fondatori dell'ensemble The English Concert con Trevor Pinnock.
Tra il 1972 ed il 1991 fu primo violino del The English Concert. Durante questo periodo, ha suonato e registrato concerti per violino di Johann Sebastian Bach, di Antonio Vivaldi, di Franz Joseph Haydn ed altri. Fu anche il primo violino nei concerti grossi di Arcangelo Corelli, di Georg Friedrich Händel e di altri. In questo periodo, fu anche concertino dell'English Chamber Orchestra e ha diretto, tra il 1980 ed il 1989, la City of London Sinfonia.
Nel 1981 fu uno dei fondatori del Quartetto Salomon, un periodo di prestazioni con un Quartetto specializzato nel repertorio classico, esecuzioni e registrazioni delle opere di Wolfgang Amadeus Mozart e Franz Joseph Haydn. Ha suonato regolarmente come primo violino con l'Academy of Ancient Music. Successivamente, tra il 1991 ed il 1995, ne divenne direttore associato. Nel 1990 fondò con Richard Hickox il Collegium Musicum 90. In quel periodo le sue prestazioni variavano dal duo all'orchestra e al coro. Come direttore e violino solista fu protagonista di diverse registrazioni di opere di Georg Philipp Telemann, Antonio Vivaldi, Jean-Marie Leclair, Alessandro Marcello, Tomaso Albinoni, Thomas Arne, Boyce.